# Matrimonio igualitario en Fiyi
Fiyi no reconoce el matrimonio entre personas del mismo sexo, las uniones civiles ni ninguna otra forma de reconocimiento para las parejas homosexuales. La Ley de Matrimonio define el matrimonio como «la unión voluntaria de un hombre con una mujer», aunque la Constitución de Fiyi garantiza la igualdad de protección ante la ley a todos los ciudadanos, independientemente de su orientación sexual.

## Antecedentes
El 26 de marzo de 2013 el primer ministro Frank Bainimarama expresó su oposición al reconocimiento del matrimonio entre personas del mismo sexo. En respuesta a una pregunta planteada por una persona en un programa de radio, afirmó que el matrimonio entre personas del mismo sexo «no se permitirá porque va en contra de las creencias religiosas». En abril de 2013 un grupo de apoyo que representa a estudiantes LGBT, el Movimiento Drodrolagi, convocó a un debate sobre el tema. En enero de 2016, Bainimarama reiteró su oposición al matrimonio entre personas del mismo sexo, afirmando que «no habrá matrimonio entre personas del mismo sexo en Fiyi» y sugirió que las parejas de lesbianas que deseen casarse se muden a Islandia.
En abril de 2019, Bainimarama reiteró su oposición al matrimonio igualitario, declarando: «Mientras estemos en el gobierno, Fiyi no permitirá el matrimonio igualitario», por ser «un país temeroso de Dios». Su postura fue respaldada por la Iglesia Católica, la Iglesia Metodista de Fiyi y Rotuma, y la Liga Musulmana de Fiyi. La Coalición de Derechos Humanos de Fiyi se manifestó «decepcionada y perturbada» por la postura de Bainimarama, argumentando que sus declaraciones contradecían los fundamentos de la legislación fiyiana y su compromiso con el Consejo de Derechos Humanos de las Naciones Unidas. Ese mismo mes, el director de la Comisión de Derechos Humanos y Antidiscriminación de Fiyi, Ashwin Raj, argumentó que «el matrimonio igualitario no era un derecho», pero sugirió que «era necesario aclarar lo que la Constitución de Fiyi establece sobre el matrimonio igualitario». Raj añadió que «la prioridad debe ser abordar la discriminación que enfrenta la comunidad LGBTI» y pidió «un debate sereno y racional».
La Iglesia Metodista, la mayor denominación cristiana de Fiyi, se ha opuesto vehementemente al matrimonio igualitario y a los derechos LGBT, argumentando que la homosexualidad «amenaza la estabilidad de instituciones clave de la sociedad fiyiana» y viola las «normas morales cristianas». Históricamente, antes de la colonización europea y la conversión de la población fiyiana local al cristianismo en el siglo XIX, la sociedad fiyiana autorizaba la actividad homosexual mediante rituales o en la práctica cultural de la liminalidad de género. Si bien pueden ser homosexuales, los hombres de género liminal, conocidos en fiyiano como vakasalewalewa, no se considera que enfaticen su orientación sexual como un aspecto fijo de su identidad, sino que toman prestados una serie de "atributos y símbolos sociales y culturales" del sexo opuesto, de maneras que se "enfocan y relegan según el contexto social". Esta tradición, profundamente arraigada, se ha visto moldeada por la introducción occidental de la «moral cristiana conservadora», lo que ha llevado a los hombres de género liminal a sufrir marginación social y discriminación en la actualidad. El término moderno qauri, de origen hindi, se utiliza para describir colectivamente a todas las personas no heterosexuales de cuerpo masculino en Fiyi.

## Situación legal
El derecho de familia de Fiyi no reconoce legalmente los matrimonios entre personas del mismo sexo ni las uniones civiles. En 2002 la Ley de matrimonio de 1968 (en fiyiano: Lawa ni Vakamau 1968; en hindi fiyiano: विवाह कानून 1968, Vivaah Kanoon; en rotumano: Foho ne ʻInoso 1968) se enmendó para establecer que «el matrimonio en Fiyi será la unión voluntaria de un hombre con una mujer con exclusión de todos los demás». En mayo de 2022 el exdirector de la Comisión de Derechos Humanos de Fiyi, Shaista Shameem, pidió a las parejas del mismo sexo que impugnaran la ley ante los tribunales. Shameem afirmó que la prohibición del matrimonio entre personas del mismo sexo podría violar el Artículo 26(3) de la Constitución, que prohíbe la discriminación por orientación sexual:

Ninguna persona debe ser discriminada injustamente, directa o indirectamente, por motivos de:
(a) características o circunstancias personales reales o supuestas, incluyendo raza, cultura, origen étnico o social, color, lugar de origen, sexo, género, orientación sexual, identidad y expresión de género, nacimiento, lengua materna, situación económica, social o de salud, discapacidad, edad, religión, conciencia, estado civil o embarazo; o
(b) opiniones o creencias, excepto en la medida en que dichas opiniones o creencias impliquen daño a terceros o la disminución de sus derechos o libertades,
o por cualquier otro motivo prohibido por esta Constitución.

A pesar de la oposición de grupos religiosos, la protección contra la discriminación por orientación sexual se introdujo en 1998; Fiyi fue uno de los tres primeros países del mundo en adoptar dicha protección constitucional, junto con Sudáfrica y Ecuador. En 2022 Shaneel Lal, activista fiyiano-neozelandés, instó al gobierno fiyiano a permitir el matrimonio igualitario. Al ser solicitados sus comentarios sobre el reconocimiento del matrimonio igualitario en mayo de 2022, portavoces del Partido Unidad de Fiyi, el Partido Liberal Socialdemócrata y el Partido de la Federación Nacional afirmaron que sus partidos no tenían una postura oficial al respecto.

## Eventos religiosos
En 2014 el sínodo de la Iglesia anglicana en Aotearoa, Nueva Zelanda y Polinesia aprobó una resolución que creaba un camino hacia la aprobación de las relaciones entre personas del mismo sexo. Mientras tanto, «se debería permitir al clero "reconocer en el culto público" una unión civil o matrimonio estatal entre personas del mismo sexo de miembros de su comunidad religiosa». Algunas diócesis de Nueva Zelanda ofrecen una "bendición de relaciones", en particular las de Auckland, Dunedin y Waiapu. En mayo de 2018 la Iglesia Anglicana votó a favor de permitir que sus ministros bendigan matrimonios y uniones civiles entre personas del mismo sexo. Los ministros pueden bendecir matrimonios civiles, pero no se les permite celebrar ceremonias de boda entre personas del mismo sexo en la iglesia. Esta medida no se aplica a la Diócesis de Polinesia. En una moción aparte, el sínodo declaró ser «profundamente consciente del profundo entrelazamiento de valores culturales y religiosos en el corazón de nuestras sociedades del Pacífico, que otorgan un profundo respeto y reverencia a la creencia en Dios y a la concepción tradicional del matrimonio».
La Iglesia Católica se opone al matrimonio entre personas del mismo sexo y no permite que sus sacerdotes oficien dichos matrimonios. En diciembre de 2023 la Santa Sede publicó la Fiducia supplicans, una declaración que permite a los sacerdotes católicos bendecir a parejas que no se consideran casadas según la doctrina de la Iglesia, incluyendo la bendición de parejas del mismo sexo. La Iglesia Metodista de Fiyi y Rotuma se opone al matrimonio entre personas del mismo sexo. «La Iglesia Metodista se opone al matrimonio entre personas del mismo sexo. Esa sigue siendo nuestra postura actual», declaró el reverendo Jolame Lawasa en 2024.
En 2016 una pareja del mismo sexo celebró una boda hindú secreta en Suva junto con amigos y familiares, aunque el matrimonio carece de reconocimiento legal en Fiyi. La pareja declaró: «Teníamos que mantenerlo en secreto. Teníamos que asegurarnos de que quienquiera que invitáramos tuviera una mentalidad abierta. En ese momento [2016], el ejército... hablaba abiertamente de su desacuerdo con los homosexuales y, si nos hubieran descubierto, nos habrían llevado al cuartel».